# Carlos Amarilla
Carlos Arecia Amarilla Demarqui (Asunción, 26 ottobre 1970) è un arbitro di calcio paraguaiano.

## Carriera
Di professione ingegnere elettronico, è uno dei sei arbitri paraguaiani ad aver preso parte ai campionati mondiali di calcio.
Amarilla è legato a diversi scandali di corruzione.
Divenuto internazionale nel 1997, riuscì ben presto ad imporsi come uno dei migliori arbitri del proprio paese, con la prospettiva di diventare anche uno dei più quotati direttori di gara sudamericani, favorito in questo senso dall'appoggio offerto dal presidente della Confederazione di calcio sudamericana -CONMEBOL- (il connazionale Leoz), e da quello del presidente della Commissione arbitri del Sudamerica (il connazionale Alarcon).
Così, in rapida successione, nel 2001 fu utilizzato ai Mondiali under 20 in Argentina e nel 2003 diresse nel torneo FIFA Confederations Cup svoltosi in Francia; nel 2004 gli venne assegnata la finale della Copa América a Lima tra Brasile e Argentina, e nel 2005 venne designato ancora per il torneo Confederations Cup in Germania. Nel 2006 arrivò, di conseguenza, la chiamata per i mondiali di calcio tedeschi, dove arbitrò tre partite, senza però mai convincere: Rep. Ceca-Stati Uniti, Svizzera-Togo e Ucraina-Tunisia. Il rendimento non all'altezza lo estromise dalla possibilità di dirigere nella fase decisiva della rassegna iridata.
L'anno successivo giunse però il pronto riscatto, grazie all'edizione 2007 della Copa América di calcio, nella quale si aggiudicò di nuovo la finalissima, disputatasi a Maracaibo, tra Brasile e Argentina, ben figurando.
Nel giugno 2009 avrebbe dovuto partecipare, per la terza volta consecutiva, al torneo FIFA Confederations Cup, ma a causa di un infortunio al tendine rotuleo del ginocchio viene successivamente escluso.
Nell'ottobre 2009 giunge la convocazione per dirigere al Mondiale Under 17 in Nigeria.
Nel febbraio 2010 si apprende della sua convocazione ufficiale per i mondiali in Sudafrica del 2010, ma a causa di un infortunio subito dal suo assistente Emigidio Ruiz Roa, deve rinunciare alla manifestazione, venendo sostituito dall'uruguayano Martin Vazquez.
Nel giugno 2011 dirige la finale di andata di Copa Libertadores tra Penarol e Santos FC e.
Convocato successivamente (per la volta terza consecutiva) per la fase finale di Copa America, viene scartato per non aver superato i test atletici.. Tuttavia, successivamente gli viene data la possibilità di ripetere i test falliti, e viene convocato ufficialmente per la competizione. Diresse così una partita della fase a gironi e un quarto di finale, quest'ultimo tra Uruguay e Argentina.
In carriera vanta anche la direzione di ben tre finali di Copa Sudamericana (nel 2005, 2008 e 2009) e due finali di Recopa Sudamericana (nel 2006 e nel 2007).